# Relaciones China-Costa Rica

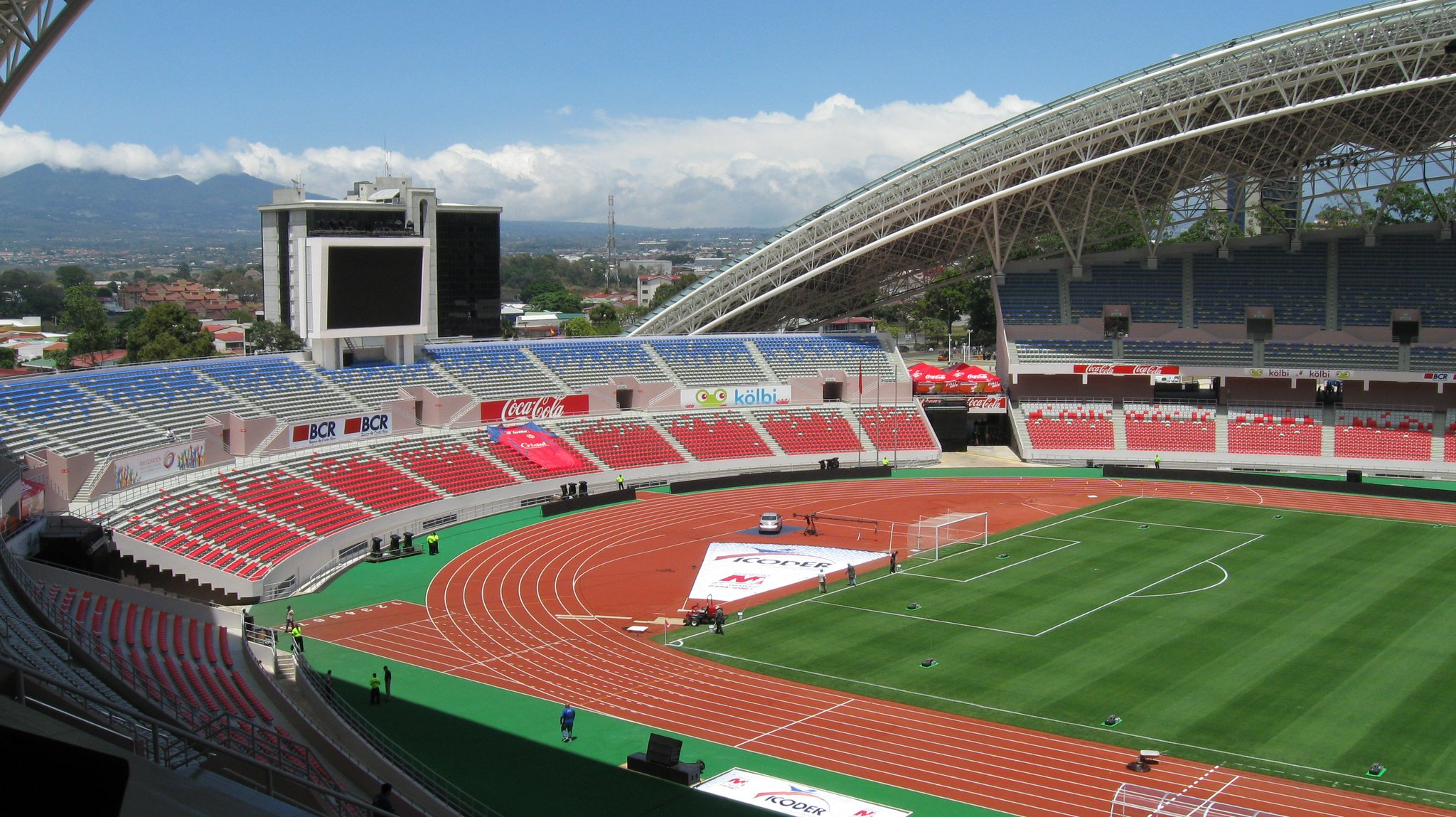
El nuevo Estadio Nacional de Costa Rica (estrenado en 2011), fue una donación de la República Popular de China

Las relaciones entre el entonces Imperio de China y la República de Costa Rica iniciaron en 1911 con la llegada del diplomático chino Tam Pui-Shum a costas costarricenses donde fue recibido por el presidente del país, autoridades del gobierno y representantes de la colonia china. Tam era autor de un diccionario chino-español y de una traducción de El Quijote al chino. Había sido representante de China ante España y México y se le presentó como Comisionado Especial del Imperio Chino para Centro América.
Sin embargo no sería hasta 1948 que se suscribiría el primer convenio entre ambos países, el Tratado de Amistad entre Costa Rica y China.  Las relaciones se interrumpirían tras la conformación de la República Popular de China en 1949 Costa Rica entablaría relaciones diplomáticas con la República de China en Taiwán. En 1953 se nombra embajador en Taipéi a Jorge Zeledón Castro. En 1957 el viceministro de Relaciones Exteriores de la República de China, Shen Chang Huan visita Costa Rica y se le declara huésped de honor por el gobierno de Costa Rica. El 10 de abril de 1958, el canciller de Costa Rica y el ministro Plenipotenciario de la República de China Chang Tao-shing suscribieron en San José un convenio cultural. En 1959 por instancia de la Asamblea Legislativa el gobierno abre una embajada en Taipéi encabezada por Fernán Vargas Rohrmoser.
En 1964 el Gobernador del Banco Central de la República de China Hsu Peh-yuan visitó Costa Rica y el 4 de noviembre de ese año el canciller Daniel Oduber Quirós y el Gobernador Hsu firmaron un convenio comercial que fue ratificado por el Parlamento en 1966. Sampson C. Chen, vicecanciller taiwanés, visita Costa Rica en 1968 condecorando al presidente José Joaquín Trejos, el canciller Fernando Lara y el vicecanciller Luis Dobles Segreda, entre otros. En abril de 1968 Lara visita la República de China y se reúne con Chiang Kai-shek y el canciller Wei Tao-ming. En 2003 se creó en Costa Rica el Puente La Amistad de Taiwán donado por Taiwán.
Durante el período de relaciones entre Costa Rica y Taiwán, el líder espiritual tibetano Tenzin Gyatso XVI dalái lama visitó el país en dos ocasiones, su tercera visita planeada para 2008 fue cancelada tras la reanudación de relaciones con China. 
Las relaciones entre Costa Rica y Taiwán llegarían a su fin en el 2007 con la presidencia de Óscar Arias quien cambiaría el reconocimiento costarricense de Taipéi a Pekín y movería la embajada respectiva, así como se cerraría la taiwanesa en San José siendo reemplazada por la de China continental. Mario Acón Chea fungió como último embajador de la República de China en Taiwán. Entre los convenios de cooperación que incluyeron las nuevas relaciones se incluye la donación del Estadio Nacional de Costa Rica.  El presidente de China Xi Jinping visitaría Costa Rica en el año 2013 bajo la presidencia de Laura Chinchilla. En 2011 ambos países suscribieron un Tratado de Libre Comercio.